# Municipio de Hickory Ridge (condado de Cross)
El municipio de Hickory Ridge (en inglés: Hickory Ridge Township) es un municipio ubicado en el condado de Cross en el estado estadounidense de Arkansas. En el año 2010 tenía una población de 498 habitantes y una densidad poblacional de 3,47 personas por km².

## Geografía
El municipio de Hickory Ridge se encuentra ubicado en las coordenadas 35°24′18″N 90°57′45″O / 35.40500, -90.96250. Según la Oficina del Censo de los Estados Unidos, el municipio tiene una superficie total de 143.39 km², de la cual 143,37 km² corresponden a tierra firme y (0,02 %) 0,02 km² es agua.

## Demografía
Según el censo de 2010, había 498 personas residiendo en el municipio de Hickory Ridge. La densidad de población era de 3,47 hab./km². De los 498 habitantes, el municipio de Hickory Ridge estaba compuesto por el 98,8 % blancos, el 0,4 % eran de otras razas y el 0,8 % eran de una mezcla de razas. Del total de la población el 0,6 % eran hispanos o latinos de cualquier raza.